# デザートイーグルに関連する作品の一覧
デザートイーグルに関連する作品の一覧（デザートイーグルにかんれんするさくひんのいちらん）は、イスラエルのIWI社の自動拳銃、デザートイーグルに関連する作品を一覧にしたものである。

## 映画・ドラマ
『48時間PART2/帰って来たふたり』
シルバーモデルが登場。
『CSI:科学捜査班』
第12シーズン「殺人兵器」に登場。隠し部屋の壁に掛けてある。
『PERSON of INTEREST 犯罪予知ユニット』
第7話にてロシアン・マフィアが所持。
『TAXi3』
エミリアン（フレデリック・ディーファンタル）が所持しているほか、冒頭で逃走している男（シルヴェスター・スタローン）が、子供達から遊戯銃のデザートイーグルを向けられるシーンがある。
『The Mandela Catalog』
vol.1でマーク・ヒースクリフが使用。オルタネイトに部屋に追い込まれた際、発砲するも効果はなく、そのまま本銃を持ったまま死亡。また、vol.333にて証拠品として同じものが登場している。
『相棒』
Season 11 第1話「聖域」に登場。
『イエスタデイ - 沈黙の刻印-』
ノ・ヒスが終盤でメイのシルバーモデルを使用。
『イヤー・オブ・ザ・ドラゴン』
ホワイト署長が.357マグナム版を使用。
『ウルトラマンティガ』
第23話でTPC隊員が恐竜人類アダムに使用（モデルは不明）。頬に命中するがダメージを与えられなかった。
『エイリアンVSプレデター』
『クライムハンター3 皆殺しの銃弾』
ニコルが使用。
『コマンドー』
主人公のジョン・メイトリックス大佐が、アリアス元大統領のアジトがある孤島での戦闘時に、.357マグナム版を使用。
『シュリ』
チェ・ミンシクと金允珍が使用。
『スナッチ』
ブレット・トゥース・トニーが.50AE版を使用。
『ターミネーター4』
人類抵抗軍のアッシュダウン将軍とブレア・ウィリアムズが所持。カットされたシーンおよび小説版では、アッシュダウンが本銃の銃口を主人公、ジョン・コナーのこめかみに突き付けるが発砲には至らず、デコッキングしてから腰のホルスターに収める。
『チャーリーズ・エンジェル フルスロットル』
マディソン・リーがゴールドモデルを使用。
『デッドプール』
主人公のウェイド・ウィルソン（デッドプール）が.50AEモデルを二丁拳銃で使用。バレルにレールが追加されている。
『デッドプール2』
前作と同じモデルをウェイド・ウィルソンが使用。護送車内での戦闘ではケーブルも本銃を奪って使用する。
『ニキータ』
ニキータが.357マグナム版を使用。
『バイオハザードII アポカリプス』
劇中でジル・バレンタイン（シエンナ・ギロリー）とカルロス・オリヴェイラ（オデッド・フェール）が.50AE版を、L.J.（マイク・エップス）が.44マグナム版を使用。L.J.はゴールドモデルの特注品を2丁所持している。
『バイオハザードIII』
前作に引き続きL.J.（マイク・エップス）がゴールドモデルを使用。全作とは違い、1丁だけ。
『バイオハザードIV アフターライフ』
アルバート・ウェスカー（ショーン・ロバーツ）がアンブレラ東京地下要塞にてシルバーモデルの.50AE版を使用（二丁拳銃時あり）。
『必殺処刑コップ』
ロス市警SISのボーン刑事が使用。
『ブレイド2』
スカッドがリーパーズに対し二丁拳銃で発砲。途中で仲間になったヴァンパイア達も所持している。
『プレデター2』
主人公のマイク・ハリガンがシルバーの.357マグナム版を装備。
『マトリックス』
エージェント・スミス他多数の人物が使用。使用されるのは.50AE版。実際の装弾数以上の連射を行うシーンがある。
『無問題2』
冒頭の教会での撃ち合いの際、木村健介（岡村隆史）が使用。
『ラスト・アクション・ヒーロー』
ジャック・スレイターがシルバーモデルを使用。
『ランナウェイ』
シルバーモデルが登場。
『レッドブル』
主人公のイワン・ダンコ大尉が使用する"ポドヴィリン"9.2mm自動拳銃（Podbyrin 9.2mm）として.357マグナム弾版を改造したものが登場。
『ロボコップシリーズ』
全作品に登場。

## 漫画・アニメ
『Angel Beats!』
死んだ世界戦線（SSS）のメンバー、高松が50AE版を使用。
『BAMBi』
BAMBiがピンクのデザートイーグルを使用。
『DOLLS』
第1部隊長の御子柴 笑太が所持。
『GUNSLINGER GIRL』
オリガが使用。
『HUNTER×HUNTER（第1作）』
マフィア構成員が使用。
『HUNTER×HUNTER（第2作）』
パクノダ、ゼンジ、マフィア構成員、魚顔型が使用。
『ROSE HIP ZERO』
鬼道恭二が使用。
『青春×機関銃』
松岡正宗がサバゲー用に所持。
『エルフェンリート』
板東が.50AE版を使用。弾丸はベクター対策としてタングステン弾を使用。
『ガンスミスキャッツ』
ボニーが.44マグナム版、シャッコが10インチの.50AE版を使用。
『クレヨンしんちゃん 電撃!ブタのヒヅメ大作戦』
キンニクが所持している。
『黒子のバスケ』
相田影虎が所持。発砲無し。
『攻殻機動隊 S.A.C.』
第一話「公安9課-SECTION-9-」の冒頭でテロリストが使用。
『攻殻機動隊 S.A.C. 2nd GIG』
第二話 飽食の僕 NIGHT CRUISEにてデザートイーグルカスタムをギノが使用。先端にコンペンセイター付き。
『こちら葛飾区亀有公園前派出所』
第55巻第3話「人質救出作戦の巻」の表紙に.44マグナム版が登場。本編には登場しない。
『さばげぶっ!』
鳳美煌がシルバーモデルの.50AE版を使用。
『シティーハンター』
ミック・エンジェルが.44マグナム版を使用。
『スクールランブル』
播磨拳児がガスガンを使用。ガン=カタのようなアクションシーンがある。
『涼宮ハルヒの憂鬱』
S.O.S団の自作映画「朝比奈ミクルの冒険」で、主人公の朝比奈ミクルが10インチ銃身の遊戯銃を2丁持ちで使用。
『涼宮ハルヒちゃんの憂鬱』
『スプリガン』
御神苗優が.44マグナム版を使用。
『死霊狩り ZOMBIE HUNTER』
田村俊夫が使用。なお原作小説では70年代を舞台としているためオートマグだった。
『多重人格探偵サイコ』
全一が.50AE版を使用。
『デストロ246』
紅雪が使用。
『とある魔術の禁書目録』
浜面仕上が使用。
『ナジカ電撃作戦』
リラが.50AE版の10インチモデルを使用。
『南国育ち』
姿月レイコが使用。
『謎の村雨くん』
村雨鉄夫&村雨クナイが.50AE版を使用。
『はいぱーぽりす』
バタネン藤岡が所持。
『爆裂天使』
主人公のジョウが二丁拳銃で使用。
『ブラック・ラグーン』
シスターヨランダがエングレーヴ（彫刻）入りの.44マグナム版を使用。
『ぼくらの』
コダマがエアガンを使用。
『魔人探偵脳噛ネウロ』
6とその部下が使用。
『劇場版 魔法少女まどか☆マギカ』
暁美ほむらが.50AE版を使用。
『魔法先生ネギま!』
龍宮真名が.50AE版を使用。
『水瀬陽夢と本当はこわいクトゥルフ神話』
秦唯進（シンウェイジン）が使用。
『名探偵コナン 探偵たちの鎮魂歌』
殺人や強盗を目的とする犯罪研究グループのうちの1人が使用。
『めだかボックス』
宗像形が所持。第160箱で安心院が使用。
『ヨルムンガンド』
ウゴが.50AE版を所持しており、ココが借りて使用する。その後、ウゴも使用する。
『ルパン三世 グッバイ・パートナー』
ロイの部下、ノーマンが所持しており侵入してきたルパンに対し突き付ける。しかしルパンに一瞬の隙を突かれて分解され使用不能となったため発砲することはなかった。
『名探偵コナン 緋色の弾丸』
アメリカで起きた連続拉致事件の犯行グループの内の1人が使用。冒頭のデトロイトのシーンで『ピープル・ムーバー』に乗り込もうとする拉致事件の被害者を射殺する際に一瞬だけ映った。
『SAKAMOTO DAYS』
1巻の表紙にてシンが所持。

## 小説
『DDD』
主人公の夢の中で、女性警部補の戸馬的が.44マグナム版を2丁所持している。
『WORLD WAR Z』
闇医者であるオリヴェイラの私物品として登場。感染者の臓器を移植されてゾンビになってしまった患者に対して使用する。
『がらくたのフロンティア』
主人公が使用。
『次元城TOKYO』
主人公達の仲間であるプロの護衛イズマイルが使用。
『召喚教師リアルバウトハイスクール』
南雲慶一郎がユニオンの構成員と戦う際に使用。
『推定少女』
白雪と、巣籠加奈が使用。
『ニホンブンレツ』
主人公が出撃時に使用。
『パニックY2K』
ロサンゼルス市警の警官が暴徒との戦闘で私物の.44マグナム版を使用する。制式装備のベレッタM9との威力の差は、「ベレッタが豆鉄砲ならデザートイーグルはバズーカ砲」とまで例えられている。
『緋弾のアリア』
主人公、遠山キンジが父親である遠山金叉が武装検事時代に使用していたとされる.50AE版を6巻から使用している。
『ムシウタ』
薬屋大助、かっこうが使用。ただし、装填数や外見が改造されていて本来の銃の面影はほとんど残っていない。

## ゲーム
『007 Everything or Nothing』
ジェームズ・ボンドと敵が使用。
『428 〜封鎖された渋谷で〜』
ジャックが使用。
『Alliance of Valiant Arms』
イベントおよびAVA-BOXの景品のみで入手可能。
『DISASTER DAY OF CRISIS』
レイモンド・ブライスが使用。
『Dies irae -Also sprach Zarathustra-』
遊佐司狼が使用。
『Far Cryシリーズ』
『Far Cry』
「Falcon 357」という名称で登場。
『Far Cry 2』
「Eagle.50」という名称で登場。
『Far Cry 3』
「D50」という名称で登場。
『Far Cry 6』
「デザート イーグル」という名称でサイドアームとして登場。ロングレンジスコープを取付可能。作中では高威力弾を装填+改造することで、非装甲兵を一撃で仕留める威力をもつ。
『Just Cause 2』
「Pistol」の名称でシルバーとブラックのツートンカラーのものが登場する。
『KILLING FLOOR』
「Hand Cannon」の名称で登場。二丁持ちも可能。
『Left 4 Dead 2』
「Magnum」の名称で登場。
『Paperman』
ゲーム内通貨で購入可能。
『Phantom -PHANTOM OF INFERNO-』
ツヴァイ、吾妻玲二が.50AEモデルを使用。
『PlayerUnknown's Battlegrounds』
「Deagle」の名称でMk.XIXの.45ACP弾モデルが登場する。金色に塗装されており、ゲーム中では最大の威力を持つハンドガンとして登場する。
『surviv.io』
.50AE使用モデルが「DEagle 50」の名で登場。
『TrueCombat:Elite』
アサルトかスナイパーAA3において.50AEモデルを使用可能。
『True Crime』
主人公、ニコラス・カンが装備している。
『WarRock』
ゲーム内通貨で購入可能。
『X operations』
攻撃力の高いハンドガンとして登場。
『アーミー オブ ツー』
サブウェポンとして使用可。
『あえかなる世界の終わりに』
殺し屋Artistが片手で使用。
『アンチャーテッドシリーズ』
『UC1』、『UC2』、『UC:GA』
「Desert-5」という名称で登場する。レーザーサイトが付いており、当たればほぼ一撃で軽装備の敵が倒せる威力を有するが、反動が大きい欠点も備え持ち、入手回数も少ない。エディーはこれの黄金版を愛用している他、フリンも終始使用している。
『怪盗ロワイヤル-zero-』
「.357マグナム」の名で登場。
『カウンターストライク』
両陣営とも購入可能。
『グランド・セフト・オートシリーズ』
『GTA:VC』
ランス・ヴァンスがリカルド・ディアス殺害時に使用。
『GTA:SA』
装弾数7発の.50AEモデルが登場。
『GTAIV』『GTAIV:TLAD』『GTAIV:TBoGT』
「軍用ピストル」の名称で装弾数9発の.357マグナム弾モデルが登場。
『GTAV』
「50口径ピストル」の名称で.50AEモデルが登場するが、装弾数が12発になっている。
『クロスファイア』
ゲーム内通貨で購入可能。
『コール オブ デューティシリーズ』
『CoD4』
装弾数7発の.50AEモデルが登場。劇中ではロシア超国家主義派の首領、イムラン・ザカエフが所持する。この銃をテロリストのアル=アサドが中東某国にて親米派の大統領を公開処刑する際使用するほか、いくつかのミッションにてロシア超国家主義派が所持しているため、殺害して奪えばプレイヤーも使用可。マルチプレイでもシルバーモデルおよびゴールドモデル（要アンロック）が使用可能。コンシューマ版（日本語版）では、ゴールドモデルの名称が誤訳で「黄金のディーグル」となっている。
『CoD:MW2』
装弾数7発の.50AEモデルが登場。冒頭のミッション「S.S.D.D.」にてプレイヤーキャラクターのジョセフ・アレン上等兵がキルハウス訓練で使用するほか、ごく僅かな敵兵が使用する。マルチプレイでも使用することができ、一定の条件を満たせば二丁持ちも可能。ただし、威力が高い代わりに命中率が著しく低い。
『CoD:MW3』
装弾数8発の.44マグナム弾モデルが登場。劇中においてデルタフォースのグリンチが使用しており、キャンペーンでは唯一のアキンボ（二丁持ち）。また、カットシーンなどではプライス大尉やマカロフ、ユーリも使用する。プレイヤーも敵兵から奪取などすれば使用可能。
『CoD:Mobile』
「.50 GS」の名称で登場。
『CoD:MW(2019)』
「.50 GS」の名称で登場。.50pistolという架空の弾薬(外観はほぼ.50AE)を使用する。
『CoD:WZ』
「.50 GS」の名称で登場。公式トレーラー内でヴィクトル・ザカエフが所持。
『CoD:BOCW』
「ハンドキャノン」の名称でスコアストリークとして登場。キャンペーンやマルチプレイヤーでは、装備を身につけたソ連兵や敵プレイヤーを1発で、ヘリガンナーやV.T.O.L.ジェットですら数発で無効化出来る程強力な威力を持つ。
『CoD:MWII』
MKXIXが「.50 GS」の名称で登場。.50pistolという架空の弾薬を使用する。
『ごく普通のシカのゲーム』
二丁拳銃で使用。プレイヤーのシカが頭に装着する。
『ザ・キング・オブ・ファイターズ』
ウィップが使用。
『サドンアタック』
ゲーム内通貨で購入可能。
『新世紀エヴァンゲリオン2 造られしセカイ』
戦略自衛隊の襲撃時に葛城ミサトが使用する。
『スペシャルフォース』
ゲーム内通貨で購入可能な武器として登場。
『タイムクライシス4』
最終ボスのグレゴリー・バローズ中佐が二丁拳銃で使用する。
『ディノクライシス2』
レジーナの初期装備。
『鉄拳4』
オープニングムービーで三島一八が所持。
『トゥームレイダーIII/V』
ララ・クロフトが使用。
『ドールズフロントライン』
星5戦術人形として登場。
『バイオハザードシリーズ』
『バイオハザード2』
レオン・S・ケネディが.50AEモデルを使用。カスタムパーツを使用すれば銃身を6インチから10インチに変更できる。装弾数は実物より多い8発になっている。別ゲームに収録されている映像では、『バイオハザード4』の廃案となった版でも使用していた。
『バイオハザード5』
作中では「L.ホーク」（ライトニングホーク、稲妻の鷹という意味）と表記される。
『バイオハザード6』
.50AE弾を使用するマグナム拳銃としてライトニングホークの名前で登場（エレファントキラーと同様、参考にしたと思われる）。
『バイオハザード RE:2』
作中では「ライトニングホーク」と表記される。カスタムパーツのロングバレルはオリジナルの『2』と異なるデザインの黒色仕様と「ダットサイド」も登場する。
『バイオハザード RE:3』
作中では「マグナムLホーク.44AE」と表記される。『RE:2』と同様の銀色仕様のロングバレルのみのカスタムパーツが登場する。
『バイオハザード アウトブレイク/FILE2』
「零下」「死守」などで入手可能。
『バイオハザード ヒーローズネバーダイ』
物語中盤で入手可能。絶大な威力を誇る。
『バトルフィールドシリーズ』
『BF4』
装弾数8発の.44マグナム弾モデルがDLC「Dragon's Teeth」にて実装され、「DEAGLE 44」という名称で登場する。
『BFH』
装弾数7発の.50AEモデルが「BALD EAGLE」という名称で登場する。
『パラサイト・イヴ』
「.DE50AE」という名称で登場。
『ヒットマンシリーズ』
47と敵が使用。シリーズ皆勤。
『フォートナイト』
ハンドキャノンという名称で登場。
『ブルーアーカイブ -Blue Archive-』
伊落マリーが本銃をモデルにした「パイエティー」を使用している。　　　　　　　　　　　　　　　　　　　　　　　　　　　　　　　　　　　　　　　　　　　　　　　　　　若葉ヒナタも本銃をモデルとした「ブレッシング」を使用している。
『マーセナリーズ2 ワールド イン フレームス』
「ピストル」の名称で登場。海賊がサイドアームとして使用している。
『マキシマムチェイス』
ニック サマーが.50AEモデルを使用。
『マンハント』
「ヘビーハンドガン」の名称で登場する。
『マンハント2』
『メタルギアシリーズ』
『MGS』
メリル・シルバーバーグが.50AEモデルを使用。
『MGS4』
メリル・シルバーバーグが使用。.50AEモデルで、通常銃身と10インチ銃身が登場する。20,000ドレビンポイントで購入可能。
『レインボーシックスシリーズ』
『レインボーシックス ベガス』、『レインボーシックス ベガス 2』
予備弾倉を装備すれば1回のリロードで10発撃てる。レーザーサイトとの同時装備は不可。
『レインボーシックス シージ』
「D-50」の名称で登場。NAVY SEALsがサブウェポンで使用できる。アタッチメントとしてマズルブレーキとサプレッサーを装着することができる。